# Hemicladus thomsonii
Hemicladus thomsonii là một loài bọ cánh cứng trong họ Cerambycidae.